# Raphael Galvez
Raphael Dazzani Galvez (São Paulo, 18 de fevereiro de 1907 – São Paulo, 19 de maio de 1998) foi um pintor, escultor, desenhista e professor.
Filho de imigrantes espanhóis e italianos,  ingressa, em 1921, no Liceu de Artes e Ofícios de São Paulo e faz cursos de cerâmica, terracota e desenho. É aluno de Enrico Vio (1874-1960) e tem como colega o pintor Ado Malagoli (1906-1994). Dois anos depois, inicia estudo de escultura com Nicolau Rollo (1889-1970), frequentando seu ateliê por um longo período e auxiliando-o em seus projetos.
Na década de 1930, trabalha em marmorarias e em casas de fundição artística. Inscreve-se como aluno regular na Escola de Belas Artes de São Paulo em 1937. Nessa época foi um dos criadores do Sindicato dos Artistas Plásticos no Palacete Santa Helena, onde se tornou amigo de Volpi e outros pintores do Grupo Santa Helena como Joaquim Figueira (1904-1943), onde no seu ateliê realizou desenhos e pinturas. Dedica-se à escultura desde os anos 1930, com uma produção diversificada.
Na década de 1940, pinta paisagens da cidade e dos arredores de São Paulo. Aproxima-se de Flávio Motta (1923-2016) e de vários artistas ligados ao Grupo Santa Helena. É sócio-fundador do Clube dos Amigos da Arte (Clubinho), criado em 1945. É professor de escultura na Escola Livre de Artes Plásticas em 1949, e de escultura e desenho, por cerca de 20 anos, na Faculdade de Belas Artes de São Paulo. Em 1994 a Pinacoteca do Estado de São Paulo, apresenta a exposição Raphael Galvez - A Cidade à Sombra dos 40 (pintura). São lançadas em 1999, pela editora Momesso duas publicações acerca de sua obra, Raphael Galvez: 1907/1998, com texto de Mayra Laudanna (1957) e Raphael Galvez: Pintor, Escultor, Desenhista, com texto de Vera D´Horta (1944).

## Análise crítica sobre a obra do artista
Raphael Galvez pinta, na década de 1940, vistas dos antigos bairros periféricos de São Paulo, situados às margens do rio Tietê: Bairro do Limão, Freguesia do Ó e Casa Verde. Mostra paisagens bucólicas, o casario cercado de áreas verdes, olarias e lavadeiras em seu trabalho. Na opinião da historiadora da arte Vera D´Horta, sua pintura realiza uma síntese de questões que envolvem Cézanne (1839-1906), Van Gogh (1853-1890) e os macchiaioli. A liberdade na pincelada e no uso da cor pode ser percebida no quadro Paisagem - Freguesia do Ó, 1947, no qual tonalidades puras, como o amarelo do pequeno caminhão, dialogam com a mancha violeta do céu.
As pinturas dos bairros periféricos da cidade não são meramente uma documentação e sim a representação de uma identidade afetiva com essas localidades, como nota ainda Vera D'Horta. Já ao enfocar a metrópole, o artista apresenta-a envolta em bruma, ligeiramente desfocada. Suas paisagens, a partir do final da década de 1940, apresentam maior geometrização. Em suas pinturas, Galvez e seus companheiros de geração - Mario Zanini (1907-1971), Francisco Rebolo (1902-1980), Bonadei (1906-1974) e Mick Carnicelli (1893-1967), propõem um novo olhar sobre a cidade de São Paulo e sua periferia.
Como aponta a estudiosa Mayra Laudanna sua produção escultórica é extensa e marcada por uma diversidade de referenciais que lhe permitem recusar os modelos convencionais nas décadas de 1930 e 1940, experimentar práticas construtivas nos anos 1950 e posteriormente incursionar pela não-figuração.
O escultor e pintor não é tão conhecido como deveria, mas milhares de paulistanos passam diante de suas obras com frequência: ele é autor do monumento a Cervantes instalado atrás da Biblioteca Mário de Andrade, do São João Batista da igreja Nossa Senhora do Brasil, da Primavera na Pinacoteca do Estado e do operário na capela do Cemitério do Araçá, quatro exemplos de sua reverência aos ideais de beleza e harmonia do Renascimento. O desconhecimento deve-se em parte ao apego que Galvez tinha às suas pinturas e esculturas. Ele se recusava a vender e evitava inclusive mostrá-las a muitas pessoas. Vera d'Horta, conta que Galvez teria dito a um colecionador interessado em comprar seus quadros: "O senhor vende seus filhos?". "Ele tinha uma relação visceral com as obras", explica ela. Como não vendia suas obras, Galvez sobrevivia dos túmulos que esculpia para os cemitérios da Consolação e do Araçá cujo salário recebia da Marmoria Maia, onde modelou relevos e esculturas para túmulos, até se aposentar em 1976.

## A relação do artista com o empresário Orandi Momesso
Um dos maiores colecionadores de Volpi no Brasil, o empresário Orandi Momesso, ex-proprietário de uma rede de escolas de ensino da língua inglesa, é dono de um acervo em torno de 3 mil obras, que cobre praticamente todos os períodos da arte brasileira, incluindo acadêmicos, pré-modernos, modernistas e contemporâneos.
Momesso foi amigo e incentivador de Galvez, que se considerava um operário da escultura. Humilde, não fez fortuna, trabalhou em oficinas de marmoraria esculpindo obras para túmulos, conseguiu erguer um modesto ateliê na Barra Funda (Rua Lopes de Oliveira) e, avesso à agitação da vida social, seguiu fiel ao conceito clássico da escultura que aprendeu com o mestre Nicola Rollo, com o qual trabalhou no estúdio do Palácio das Indústrias, no parque Dom Pedro II, antiga Prefeitura de São Paulo e hoje Museu Catavento.
O colecionador Orandi Momesso, conta que demorou para conquistar a confiança do pintor. "Levou seis anos para que ele pudesse me vender o primeiro quadro. Após todo esse tempo indo ao seu ateliê semanalmente ele viu que era por amor à arte que eu queria adquirir suas obras", afirma. Após a morte de Galvez, em 1998, o empresário herdou toda a sua extensa produção. Foi uma decisão de Galvez que havia decidido, em vida, que era o empresário quem deveria ficar com as suas obras, após a sua morte (com o consentimento dos irmãos), oficializando a decisão através de uma escritura pública.

## Referência bibliográficas
1. ↑  «Revisitando Galvez - Meon». www.meon.com.br. Consultado em 15 de dezembro de 2022
2. 1 2 3 4 5 6  Cultural, Instituto Itaú. «Raphael Galvez». Enciclopédia Itaú Cultural. Consultado em 15 de dezembro de 2022
3. 1 2  «Autobiografia de Raphael Galvez conta como nasceu a São Paulo dos modernos». Estadão. Consultado em 15 de dezembro de 2022
4. 1 2  «Folha de S.Paulo - Artes Plásticas: Pinacoteca desvenda Raphael Galvez - 25/08/99». www1.folha.uol.com.br. Consultado em 15 de dezembro de 2022
5. 1 2  «Pinacoteca do Estado: O Brasileiro, escultura de Raphael Galvez». moyarte.com.br. Consultado em 15 de dezembro de 2022
6. 1 2  «Pinacote ganha Lore». ISTOÉ Independente. 26 de abril de 2019. Consultado em 15 de dezembro de 2022
7. ↑  «Raphael Galvez - Exposição». Almeida & Dale. Consultado em 15 de dezembro de 2022